# Chan Siu Yuk
Chan Siu Yuk, född 21 december 1955, är en hongkongsk bågskytt. Hon deltog vid olympiska sommarspelen 1988.